# Csardas (Film)
Csardas (ungarisch Csárdás) ist eine österreichisch-tschechoslowakische Filmkomödie aus dem Jahre 1935 mit Max Hansen in der Hauptrolle. Regie führten das 1933 aus Hitler-Deutschland geflohene Ehepaar Jakob Fleck und Luise Fleck sowie Walter Kolm-Veltée.

## Handlung
Rechtsanwalt Dr. Helwing und Ehefrau Dolly haben anlässlich ihres ersten Hochzeitstages mehrere Verwandte vom Land zu einer kleinen Festlichkeit geladen. Alles ist gut vorbereitet, auch ein üppiges Essen aus dem Restaurant wurde vorbestellt. Das ganze Konzept gerät gründlich aus den Fugen, als die Helwings erfahren, dass die Verwandten den Zug verpasst haben. Dolly, die sich so sehr auf die Party gefreut hat, will auf das Fest nicht verzichten. Sie hat bereits einigen Alkohol intus und überredet ihren Gatten, am heutigen Abend mit ihr auszugehen. Rasch beginnen die beiden eine Vergnügungstour durch die Lokale, wo es vor allem Dolly von Mal zu Mal immer toller zu treiben beginnt.
Während beider Abwesenheit bekommen die Helwings ungebetenen Herrenbesuch. Der berüchtigte Einbrecher „Monokel-Fredy“ steigt mit einigen seiner Kumpane in die Helwing-Villa ein, um das Haus leer zu räumen. Nun wird aber auch er überrascht, denn während Herr und Frau Helwing in der Stadt einen draufmachen, ist die bucklige Verwandtschaft vom Lande doch noch eingetroffen. Ganove Fredy lässt sich blitzschnell etwas einfallen und behauptet gegenüber den Besuchern, er sei ein Freund des Hauses. Derweil geraten die Helwings in der „Inferno“-Bar in eine Polizeirazzia und werden prompt verhaftet, weil sie beide keine Ausweisdokumente mit sich führen. Um ihn zu identifizieren, ruft die Polizei im Helwing-Haus an und bekommt prompt „Monokel-Fredy“ an die Strippe. Der behauptet, er selbst sei der Rechtsanwalt. So behält die Polizei das Ehepaar Helwing erst einmal in ihrer Zelle, während der Ganove mit seinen Männern in aller Ruhe das Haus und die überraschte Verwandtschaft ausraubt. Dann suchen die Ganoven das Weite.
Dass die Polizei mit einem Herrn Helwing in seinem Haus gesprochen haben will, könne überhaupt nicht angehen, da er der einzige wahre Rechtsanwalt Helwing sei, meint nun der inhaftierte Ehemann und bittet die Polizei darum, zu seinem Haus hinzufahren und nach dem rechten zu sehen. Als die Polizei vor Ort vorfährt, befinden sich tatsächlich Fremde im Haus: die verspätet eingetroffene Verwandtschaft. Die wird nun konsequenterweise verhaftet – als mutmaßliche Einbrecher. Auf der Polizeistation treffen sich Helwings und Verwandte wieder, während wenig später auch „Monokel-Fredy“ und seine Spießgesellen in die Fänge der Staatsmacht geraten. Dolly versöhnt sich mit ihrem am Rande eines Nervenzusammenbruchs befindlichen Ehemann, denn vor allem sie hatte mit der Kneipentour ihren Spaß am ersten Hochzeitstag gehabt.

## Produktionsnotizen
Csardas, auch bekannt unter dem Titel Ihre tollste Nacht, entstand in den Prager Barrandov-Ateliers und wurde am 13. Dezember 1935 erstmals in Österreich gezeigt. Angesichts einer größeren Beteiligung an Juden an diesem Film, wurde Csardas in Hitler-Deutschland nicht zugelassen.
Max Heilbronner entwarf die Filmbauten.
Der 1933 ins Prager Exil gegangene, einstige Stummfilmstar („Stuart Webbs“-Filme) Ernst Reicher spielte hier seine letzte deutschsprachige (und mittlerweile winzig gewordene) Filmrolle.
Co-Regisseur Walter Kolm-Veltée war Luises Flecks Sohn aus der Ehe mit dem 1922 verstorbenen Anton Kolm.

## Musik
Folgende Musiktitel wurden gespielt:
- Gegen Schwermut ein Glas Wermuth
- Ich bin kein Millionär
- Ize, ize
- Weißt Du, wie schön das Leben sein kann?

## Kritiken
Die Österreichische Film-Zeitung verortete Max Hansen und seine Partner „in einer lustigen Handlung voll drolliger Verwechslungen“.
Auf film.at heißt es: „Ein temporeiche Großstadtkomödie mit verruchten Bars, Polizeirazzien, trinkfesten Blondinen und vorlauten Ganoven. Tibor von Halmay und Hans Olden konnten selbst aus kleinen Rollen lebendige Charaktere schaffen, und Max Hansen war und ist die Hauptattraktion des Films: Sein pfiffiges Jungengesicht, sein sicheres Gespür für visuelle Wirkung und Timing sowie seine einprägsame Stimme machten ihn zum idealen Tonfilmkomiker. Dies war sein vorletzter Auftritt in einem deutschsprachigen Film.“